# Phonygamminae
Phonygamminae ist eine Unterfamilie der Paradiesvögel (Paradisaeidae) und zählt damit zu den Sperlingsvögeln (Passeriformes). Die sieben Arten dieser Unterfamilie, die in drei Gattungen unterteilt werden, kommen schwerpunktmäßig in Neuguinea sowie angrenzenden Inseln und Inselgruppen vor. Zwei Arten sind in ihrer Verbreitung auf die Molukken begrenzt und eine weitere Art, die Kräuselparadieskrähe, kommt endemisch auf den D’Entrecasteaux-Inseln und den Trobriand-Inseln östlich von Papua-Neuguinea vor. Die Art mit dem größten Verbreitungsgebiet ist die Schall-Manucodia. Es erstreckt sich vom Vogelkop im äußersten Westen Neuguineas, bis zu den D’Entrecasteaux-Inseln im Osten Neuguineas und der australischen Kap-York-Halbinsel. Verglichen mit allen Paradiesvögeln hat sie das größte Verbreitungsgebiet. Ihre Lebensweise ist im Vergleich zu den anderen Arten der Unterfamilie intensiver erforscht. Bei den anderen Arten sind zahlreiche Details der Ernährung und der Fortpflanzungsbiologie bislang noch nicht geklärt.

## Merkmale
Die Arten der Unterfamilie Phonygamminae unterscheiden sich von den übrigen Paradiesvögeln vor allem durch ihr krähenähnliches Aussehen, das sich auch in der häufigen Verwendung von „Krähe“ in den deutschen Trivialnamen reflektiert. Ihr Gefieder ist überwiegend blauschwarz und stark irisierend glänzend. Sie erreichen eine Körperlänge zwischen 34 und 43 Zentimetern. Die Kräuselparadieskrähe ist unter den sieben Arten die schwerste und größte Art und wiegt zwischen 410 und 440 Gramm. Die Weibchen sind in der Regel geringfügig kleiner als die Männchen. Der Geschlechtsdimorphismus ist nur wenig ausgeprägt – bei einigen Arten glänzt das Gefieder der Weibchen in einem leicht anderen Ton als bei den Männchen.
Die einzelnen Arten haben ein sehr ähnliches Aussehen. Insbesondere die zu den Manukoden zählenden Arten lassen sich da, wo sie sich in ihrem Verbreitungsgebiet überlappen, bei Feldbeobachtungen in der Regel nicht unterscheiden. Die Federn oberhalb des Auges sind leicht verlängert und sehr dicht, sie bilden bei einigen Arten eine auffällige „Augenbraue“.  Bei allen Arten glänzt das Gefieder sehr stark. Der metallisch irisierende Glanz reicht von Blaugrün bis Bronzefarben. Bei bestimmten Lichtverhältnissen bilden sich auch magentafarbene Schlaglichter. Der Schnabel ist mindestens so lang wie der Kopf und kann bis zu drei Zentimeter länger als dieser sein. Der Schnabelfirst ist leicht erhoben und verbreitert. Am wenigsten stark ist dieses Merkmal bei der Jobiparadieskrähe ausgebildet. Das Schwanzgefieder ist lang und entspricht 81 bis 84 % der Flügellänge. Er ist bei allen Arten gestuft, diese Stufung ist am wenigsten deutlich bei der Jobiparadieskrähe ausgebildet. Der Tarsus ist dagegen mit einer Länge von 21 bis 22 Prozent der Flügellänge vergleichsweise kurz.
Die Manukoden-Arten und die Schall-Manucodia weisen als anatomische Besonderheit eine verlängerte Luftröhre bei den Männchen auf. Sie liegt in Schlingen über der Brustmuskulatur und direkt unter der Haut der Brust. Frith und Beehler vermuten, dass diese, für Singvögel sehr ungewöhnliche verlängerte Luftröhre die Funktion hat, die Tonhöhe der Rufe der Männchen zu senken und damit sicherzustellen, dass diese weithin vernehmbar sind. Bei den Lycocorax-Arten fehlt dieses Merkmal, der Schädelbau ist jedoch ähnlich wie bei den Manukoden.

## Lebensweise

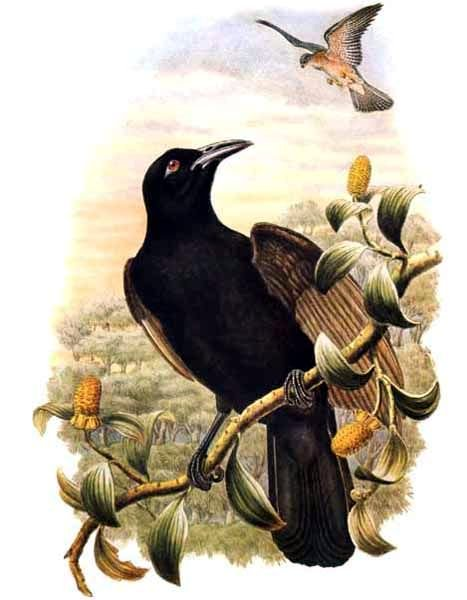
Glanzparadieskrähe, Darstellung von Richard Bowdler Sharpe

Die Arten der Unterfamilie Phonygamminae leben überwiegend einzelgängerisch oder paarweise. Lediglich bei der Schall-Manucodia kommt es häufiger zur Bildung kleiner Trupps mit Artgenossen. Während der Nahrungssuche sind die übrigen Arten jedoch gelegentlich mit anderen Singvogelarten vergesellschaftet, während die Schall-Manucodia ein hohes Aggressionsverhalten gegenüber Nahrungskonkurrenten zeigt. Bei der Vergesellschaftung mit anderen Arten zeigen zumindest die Jobiparadieskrähe und die Grünparadieskrähe eine Präferenz für Vogelarten, bei denen im Gefieder braun oder schwarz dominiert.
Die Nahrung besteht überwiegend aus Früchten, die vermutlich von allen Arten gefressen werden, außerdem aus Wirbellosen. Welche Rolle animalische Kost in ihrer Ernährung spielt, ist bislang noch nicht abschließend untersucht. Die Glanzparadieskrähe wurde jedoch schon dabei beobachtet, wie sie einen in einem Japannetz gefangenen Perlenflügel-Monarchen (Monarcha guttural) tötete und dessen Gehirn fraß.

## Fortpflanzung
Die Arten dieser Unterfamilie sind monogame Vögel. Sie bauen ihre Nester hoch oben in der Baumkrone in Astgabeln und verwenden beim Bau überwiegend Teile von Schlingpflanzen. Für alle bislang näher untersuchten Arten gilt, dass das Gelege aus ein bis zwei Eiern besteht. Die Grundfarbe der Eier ist bei allen Arten ein Rosaton, daneben finden sich auf der Schale graue, violette oder schwärzliche Flecken. Lediglich bei der Schall-Manucodia finden sich Strichel statt Flecken wie sie für die andere Unterfamilie der Paradiesvögel, die Eigentlichen Paradiesvögel typisch sind. Bei mehreren Arten sind beide Elternvögel am Brutgeschäft beteiligt.

## Arten

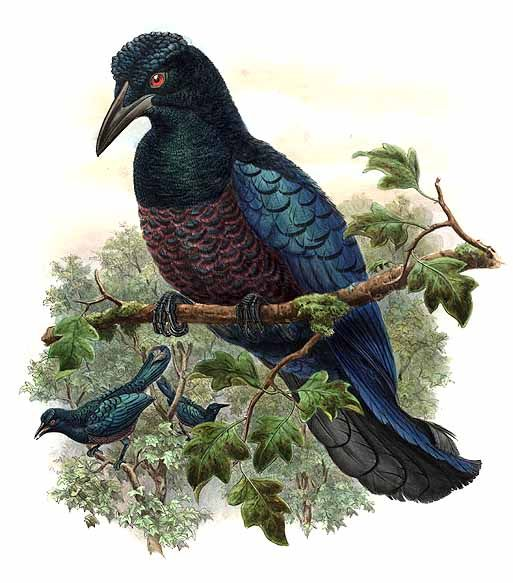
Kräuselparadieskrähe, Darstellung von Richard Bowdler Sharpe

Die folgenden Arten werden zur Unterfamilie Phonygamminae gezählt:
- Lycocorax – 2 Arten
  - Krähenparadiesvogel (Lycocorax pyrrhopterus)
  - Obiparadieskrähe (Lycocorax obiensis)[12]
- Manukoden (Manucodia) - 5 Arten
  - Glanzparadieskrähe (Manucodia ater)
  - Grünparadieskrähe (Manucodia chalybatus)
  - Kräuselparadieskrähe (Manucodia comrii)
  - Jobiparadieskrähe (Manucodia jobiensis)
- Phonygammus – 1 Art
  - Schall-Manucodia (Phonygammus keraudrenii)

Die Obiparadieskrähe wird erst seit kurzer Zeit als eigenständige Art eingestuft. Die Schall-Manucodia wurde lange als Art der Manukoden betrachtet, bevor sie in eine eigenständige Gattung gestellt wurde.

## Trivia
Die Glanzparadieskrähe ist der erste Paradiesvogel, den mit René-Primevère Lesson ein Europäer in freier Wildbahn beobachtete.

## Einzelbelege
1. ↑   Frith & Beehler: The Birds of Paradise - Paradisaeidae. S. 230.
2. ↑  C. Frith, D. Frith: Curl-crested Manucode (Manucodia comrii). In: del Hoyo, J., Elliott, A., Sargatal, J., Christie, D.A. & de Juana, E. (eds.). Handbook of the Birds of the World Alive.  2017. Lynx Edicions, Barcelona. (Online, abgerufen am 9. Juli  2017)
3. ↑   Frith & Beehler: The Birds of Paradise - Paradisaeidae. S. 217.
4. 1 2 3   Frith & Beehler: The Birds of Paradise - Paradisaeidae. S. 211.
5. ↑   Frith & Beehler: The Birds of Paradise - Paradisaeidae. S. 204.
6. ↑   Frith & Beehler: The Birds of Paradise - Paradisaeidae. S. 205.
7. ↑   Frith & Beehler: The Birds of Paradise - Paradisaeidae. S. 206.
8. ↑   Frith & Beehler: The Birds of Paradise - Paradisaeidae. S. 223.
9. ↑   Frith & Beehler: The Birds of Paradise - Paradisaeidae. S. 220.
10. ↑   Frith & Beehler: The Birds of Paradise - Paradisaeidae. S. 215.
11. ↑   Frith & Beehler: The Birds of Paradise - Paradisaeidae. S. 239.
12. 1 2  Handbook of the Birds of the World zur Obiparadieskrähe (Memento des Originals vom 27. Juli 2021 im Internet Archive)  Info: Der Archivlink wurde automatisch eingesetzt und noch nicht geprüft. Bitte prüfe Original- und Archivlink gemäß Anleitung und entferne dann diesen Hinweis., aufgerufen am 3. Juli 2017
13. ↑  Frith & Beehler: The Birds of Paradise - Paradisaeidae. S. 212.